# Parafia św. Józefa Oblubieńca w Wierzchosławicach
Parafia św. Józefa Oblubieńca NMP w Wierzchosławicach - znajduje się w dekanacie bolkowskim w diecezji świdnickiej. Była erygowana w XVI w. Jej proboszczem jest ks. Romuald Witwicki.

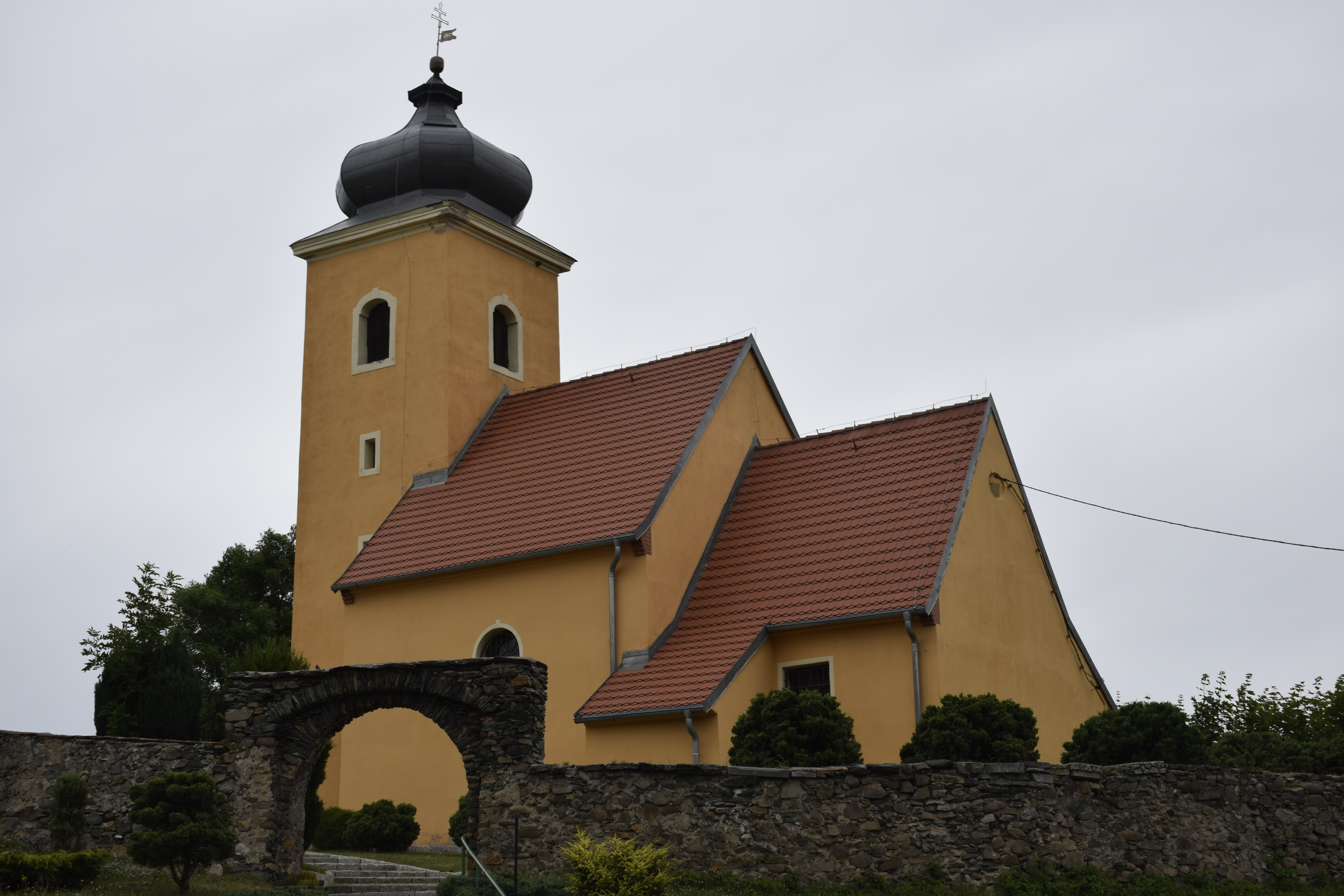
Kościół filialny pw. Wniebowstąpienia Pańskiego w Domanowie